# 유민 (임안후)
유민(劉閔, ? ~ ?)은 전한 말기의 제후로, 교동공왕의 아들이다.

## 행적
영시 4년(기원전 13년), 임안후(臨安侯)에 봉해졌다.
임안후 민 21년(8년), 전한이 멸망하여 작위가 박탈되었다.

## 출전
- 반고, 《한서》 권15하 왕자후표 下

| 선대 (첫 봉건) | 전한의 임안후 기원전 13년 5월 무신일 ~ 기원후 8년 | 후대 (전한 멸망) |